# 9th Scottish Division Memorial
Het 9th Scottish Division Memorial is een oorlogsmonument voor de gesneuvelde militairen van deze divisie in de Eerste Wereldoorlog. Het is gelegen in de Franse gemeente Athies (departement Pas-de-Calais) en ligt vlak naast de autoweg van Saint-Laurent-Blangy naar Vitry-en-Artois op 1,2 km ten noorden van het centrum van Athies (gemeentehuis). Oorspronkelijk stond dit monument in het midden van deze weg maar het werd in 2006 verplaats omdat het voor de bezoekers te gevaarlijk was wegens het drukke verkeer. Nu staat het vlak voor de Britse militaire begraafplaats Point-du-Jour Military Cemetery. 
Het monument werd ontworpen door Ian B. Hamilton en herdenkt de rol van de 9th Scottish Division in de Slag bij Arras op 9 april 1917. Het bijna 10 m hoge monument bestaat uit een opeenstapeling van granietblokken en heeft de vorm van een afgeplatte kegel. Een aantal stenen vermelden de naam van locaties waar de divisie heeft gestreden en een gedenkplaat eert de divisie met volgende tekst:
REMEMBER

WITH HONOUR THE

9th

SCOTTISH DIVISION

WHO ON THE FIELDS

OF FRANCE

AND FLANDERS

1915-1918

SERVED WELL
Rondom het monument staan zesentwintig rotsblokken met de namen van de eenheden die tussen 1915-1918 in de divisie dienden.
Op 9 april 1922, vijf jaar na het begin van de Slag bij Arras werd het monument ingehuldigd.